# Клубничка в супермаркете
«Клубничка в супермаркете» (серб. Јагода у супермаркету) — художественный фильм 2003 года; комедия Душана Милича. Продюсером фильма был другой известный режиссёр — Эмир Кустурица, поэтому в фильме прослеживаются черты его творчества. Даже главные роли исполняют актёры, игравшие в другой комедии этого режиссёра — «Чёрная кошка, белый кот».

## Сюжет
Действие происходит в Югославии конца 90-х. В провинциальном городке, пригороде Белграда, открывается настоящий американский супермаркет. Персонал набирается из местного населения. Одна из кассирш — Ягода — мечтает найти свою любовь. Однажды вечером она отказывается обслужить одну старушку, ссылаясь на то, что рабочий день уже закончен.
В один прекрасный день в магазин врывается террорист — Марко, угрожает персоналу и покупателям, возмущаясь тем, что одна из кассирш обидела его бабушку. Ягода вначале не признаётся в этом, но в ней вспыхивает сочувствие к преступнику.

## В ролях
| Актёр             | Роль                   |
| ----------------- | ---------------------- |
| Бранка Катич      | Ягода Димитриевич      |
| Срджан Тодорович  | Марко Кральевич        |
| Дубравка Миятович | Любица                 |
| Горан Родакович   | Небойша                |
| Данило Лозович    | командир спецназа      |
| Мирьяна Каранович | владелица супермаркета |
| Никола Симич      |                        |
| Зорка Манойлович  |                        |

## Награды
3-я награда на фестивале киносценариев в Врнячка-Бане в 2003 году.

## Интересные факты
- В одном из кадров командир спецназа через устройство видеосвязи говорит со своим начальником. Его роль исполняет сам Эмир Кустурица.